# Truyện sa hoàng Saltan (phim 1966)
Truyện sa hoàng Saltan (tiếng Nga: Сказка о царе Салтане) là một phim thần tiên - cổ tích của đạo diễn Aleksandr Ptushko, xuất bản ngày 2 tháng 1 năm 1967.

## Nội dung
Truyện phim phỏng theo sử thi cùng tên của tác giả Aleksandr Pushkin.

## Chế tác

### Sản xuất
- Thiết kế sản xuất: K. Khodatayev, Aleksandr Kuznetsov
- Phục trang: Olga Kruchinina

### Diễn xuất
- Vladimir Andreev - Tsar Saltan
- Larisa Golubkina - Queen
- Oleg Vidov - Prince Gvidon
- Ksenia Ryabinkina - Princess Swan (voiced by Nina Gulyaeva)
- Sergey Martinson - guardian of Saltan
- Olga Viklandt - mother-in-law (credited as "O. Viklandt")
- Vera Ivleva - weaver
- Nina Belyaeva - cook
- Victor Kolpakov - 1st deacon
- Yury Chekulaev - sleeping man
- Valery Nosik - servant
- Grigory Shpigel - governor
- Evgeny Mayhrovsky - jester
- Yakov Belenky - 1st ship-master
- Boris Bityukov - 2nd ship-master / 1st boyar
- Sergei Golovanov - 3rd ship-master
- Alexander Degtyar - 4th ship-master
- Artem Karapetyan - 5th ship-master
- Yury Kireev - 6th ship-master
- Grigory Mikhaylov - 7th ship-master
- Mikhail Orlov - 8th ship-master
- Dmitry Orlovsky - 9th ship-master
- Gurgen Tonunts - 10th ship-master
- Vladimir Ferapontov - 11th ship-master